# Straßen und Plätze in Ludwigshafen am Rhein/A

## 1. Gartenweg
67063 Ludwigshafen-Hemshof

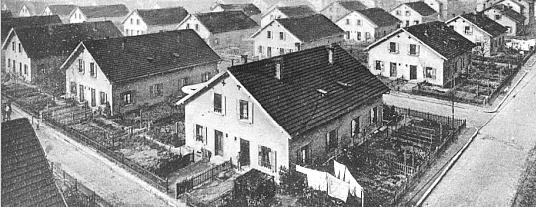
Kolonie Hemshof, 1880

Die vier Gartenwege liegen in der Kolonie der Arbeiterhäuser, die die BASF ab 1872 für Werksangehörige bauen ließ. Jedes der Gebäude ist aus vier Einfamilienhäusern zusammengesetzt, die jeweils einen eigenen Gartenanteil hatten.

## 2. Gartenweg
67063 Ludwigshafen-Hemshof

## 3. Gartenweg
67063 Ludwigshafen-Hemshof

## 4. Gartenweg
67063 Ludwigshafen-Hemshof

## Abteistraße
67067 Ludwigshafen-Gartenstadt
Die Straße ist benannt nach der Benediktinerabtei Weißenburg im Elsass, die im Bereich der Niederfeldsiedlung Besitz hatte. In der Abteistraße befindet sich die Integrierte Gesamtschule Ludwigshafen-Gartenstadt. In derselben Straße befindet sich auch die Loschkyhalle.

## Achenbachstraße
67061 Ludwigshafen-Süd

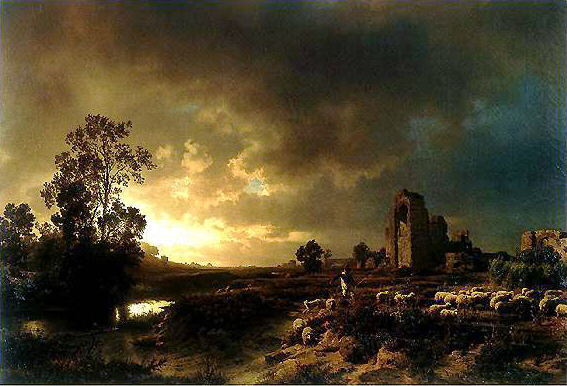
Gustav Achenbach, Abendstimmung in der Campagna

Die Achenbachstraße verläuft zwischen der Hafenstraße und der Parkstraße auf der Parkinsel. Parallelstraßen sind die Menzelstraße und die Schwindtstraße, die ebenfalls nach Malern benannt sind.
Der heute weitgehend unbekannte Maler Oswald Achenbach zählte zu seinen Lebzeiten zu den bedeutenden Landschaftsmalern Europas und prägte während seiner Lehrtätigkeit die Düsseldorfer Kunstakademie. Sein Bruder war der zwölf Jahre ältere Andreas Achenbach, der gleichfalls zu den bedeutenden deutschen Landschaftsmalern des 19. Jahrhunderts gehörte. Die beiden Brüder wurden ironisch auch das „A und O der Landschaft“ genannt.

## Achtmorgenstraße
67065 Ludwigshafen-Mundenheim

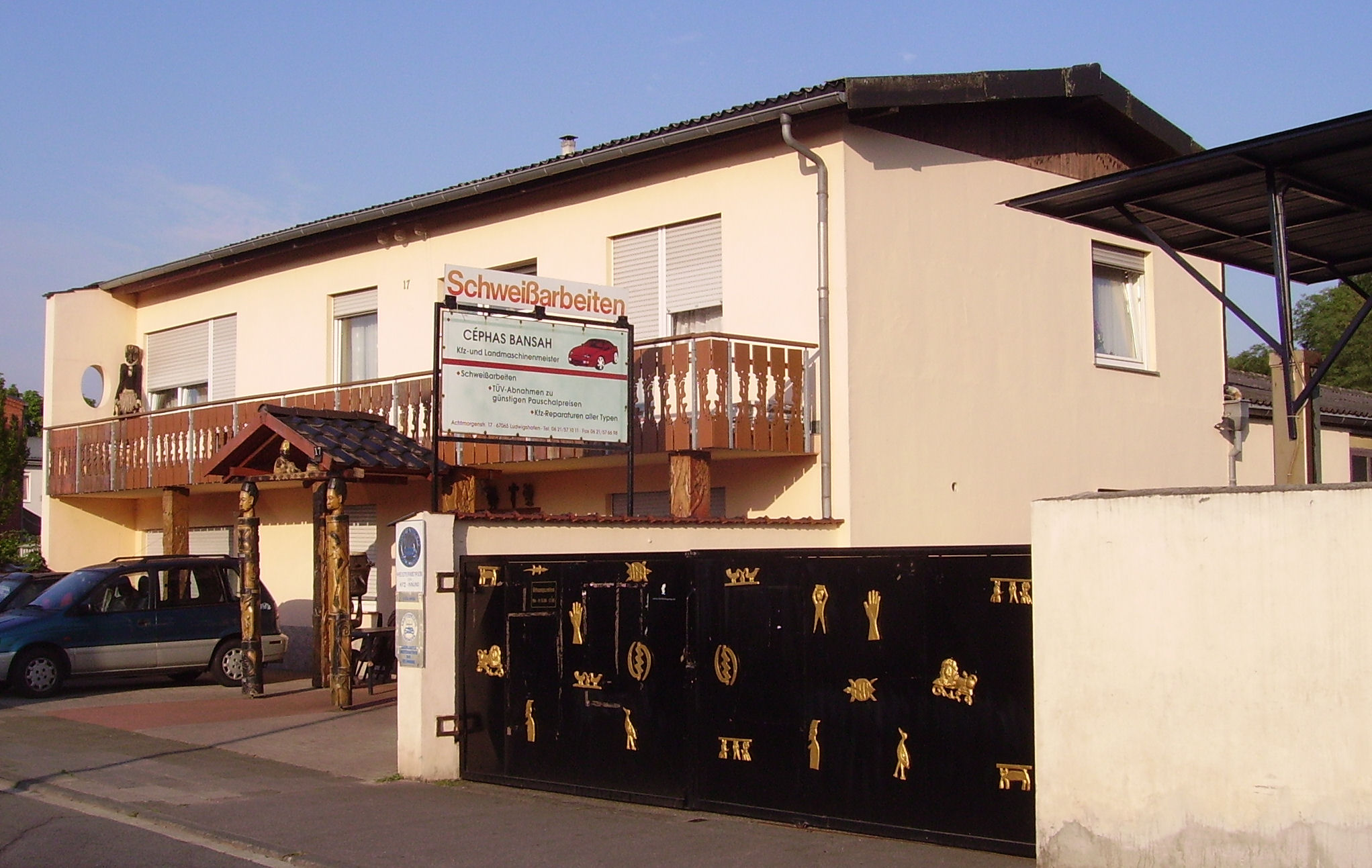
Bansahs Werkstatt

In der Achtmorgenstraße befinden sich der TÜV und die Autowerkstatt des ghanaischen Königs Céphas Bansah.
Ein Morgen war die Fläche, die mit einem einscharigen Pferde- oder Ochsenpflug an einem Vormittag pflügbar ist. Oft wurde der Morgen als Rechteck mit Seiten einer geraden Anzahl lokaler Ruten festgelegt, da beim Pflügen das Wenden möglichst vermieden werden soll. Diese Größe liegt meist zwischen einem viertel und einem halben Hektar.

## Adam-Stegerwald-Straße
67071 Oggersheim, Ruchheim
Adam Stegerwald war Mitbegründer der christlichen Gewerkschaften in Deutschland und der CSU in Bayern.

## Adlerdamm
67067 Mundenheim
Möglicherweise benannt nach dem Gasthaus Zum Adler oder dem Reichsadler im deutschen Wappen.

## Adlerstraße
67065 Ludwigshafen-Mundenheim
Die Adlerstraße ist eine kurze Straße in unmittelbarer Nähe des Adlerdamms. Sie hat ihren Namen nach dem ehemaligen Gasthaus zum Adler, das mit dem Tag der Eingemeindungsabstimmung am 9. Juli 1899 für Mundenheim historische Bedeutung erlangt.

## Adolf-Diesterweg-Straße
67071 Ludwigshafen-Oggersheim
Friedrich Adolph Wilhelm Diesterweg war ein deutscher Pädagoge. In der Adolf-Diesterweg-Straße 68 liegt die Diesterwegschule.

## Adolf-Kolping-Straße
67071 Oggersheim, Ruchheim
Adolph Kolping war ein katholischer Priester und Begründer des Kolpingwerkes.

## Agirostraße
67071 Ludwigshafen-Oggersheim
Vom Personennamen Agiro (Agfried oder Agrid), einem Franken, der sich mit seiner Sippe ansiedelte, ist der Name Agridesheim, dem früheren Namen Oggersheims hergeleitet.
Der Agiro Verlag ist ein Verlag in Neustadt an der Weinstraße, der sich der Regionalliteratur verschrieben hat.

## Agnes-Miegel-Weg
67067 Ludwigshafen-Rheingönheim
Agnes Miegel (1879–1964) war eine deutsche Dichterin und Journalistin. Die bekannte ostpreußische Heimatdichterin ließ sich früh vom Nationalsozialismus vereinnahmen. 1933 unterschrieb Miegel das Gelöbnis treuester Gefolgschaft für Adolf Hitler als eine von insgesamt 88 deutschen Autoren/innen. Im gleichen Jahr wurde sie nach Rücktritt und Ausschluss von NS-Gegnern aus der Preußischen Akademie der Künste gemeinsam mit 9 weiteren Autoren/innen in deren Senat berufen und zusätzlich zum Vorstandsmitglied gemacht. Miegel wurde zu einem „literarischen Aushängeschild“ des NS-Regimes. Nach 1945 hat sie sich niemals öffentlich vom Nationalsozialismus distanziert.

## Ahornweg
67067 Ludwigshafen-Gartenstadt
Die Ahorne (Acer) bilden eine Pflanzengattung, die früher in die selbständige Familie der Ahorngewächse (Aceraceae) gestellt wurde.

## Aichgasse
67071 Ludwigshafen-Oggersheim
Die Aichgasse, die von der Südspitze des Schillerplatzes nach Südosten verläuft, hieß ursprünglich Hafnergasse. In der Straße könnte sich das Haus des Zolleinnehmers befunden haben, der auch als Eichmeister fungierte.

## Alberichstraße
Ludwigshafen-West
Alberich ist in der germanischen Mythologie der König des gleichnamigen Elfen- bzw. Zwergengeschlechts.

## Albert-Haueisen-Ring
67071 Ludwigshafen-Oggersheim
Der Maler Albert Haueisen war ein Spätimpressionist und unterrichtete an der Staatlichen Akademie der Bildenden Künste Karlsruhe. Außerdem war er Gründungsmitglied der Arbeitsgemeinschaft Pfälzer Künstler. Er war ein Sohn des BASF-Architekten Eugen Haueisen.

## Alexander-Fleming-Straße
67071 Ludwigshafen-Oggersheim
Alexander Fleming war ein schottischer Bakteriologe und Nobelpreisträger und einer der Entdecker des Penicillins.

## Alfred-Brehm-Straße
67071 Ludwigshafen-Oggersheim
Alfred Edmund Brehm war ein deutscher Zoologe und Schriftsteller, dessen Name durch den Buchtitel Brehms Tierleben zu einem Synonym für populärwissenschaftliche zoologische Literatur wurde.

## Alfred-Döblin-Straße
67071 Ludwigshafen-Oggersheim
Alfred Döblin war Arzt und gesellschaftskritischer Schriftsteller. Am bekanntesten ist sein Roman „Berlin Alexanderplatz“, der 1929 als erster und bedeutendster deutscher Großstadtroman in die Literaturgeschichte einging.

## Allensteiner Weg
67071 Ludwigshafen-Ruchheim
Olsztyn (deutsch Allenstein) ist die Hauptstadt der im Nordosten Polens gelegenen Woiwodschaft Ermland-Masuren.

## Almelstraße
67067 Ludwigshafen-Rheingönheim
Almel ist ein anderes Wort für Allmende.

## Alois-Hildenbrand-Straße
67067 Ludwigshafen-Maudach
Alois Hildenbrandt (1898–1959) war Gründungsvater der Maudacher CDU und erster Ortsvorsteher Maudachs.

## Alte Kaut
67071 Ludwigshafen-Ruchheim
Gewannname „bei der alten Kaut“ (Kaut = Grube). Der Name leitet sich von einer ehemaligen Lehm- oder Sandgrube ab.

## Alte Straße
67071 Ludwigshafen-Oggersheim
Abschnitt der einstigen Römerstraße von Speyer nach Worms, die heute überbaut ist.

## Alte Weinstraße
67067 Ludwigshafen-Maudach
Der Name dieser Straße erinnert an dem früheren Weinanbau in Maudach. Aus einem Schreiben des Oberamts Neustadt vom jahr 1683 geht hervor, dass der Maudacher Pfarrer den dritten Teil des Weinzehnten als einen Teil seines Pfarrergehaltes hatte. Doch in diesem Jahr waren bereits alle Wingerte in der Maudacher Gemarkung in Äcker umgewandelt, sodass der Paffer auf einen großen Teil seines Einkommens verzichten musste. Die Gewannen, an denen die Weingärten lagen waren die Lüssgewanne, der Lange Winkel und der Kurze Winkel.

## Alter Frankenthaler Weg
67071 Ludwigshafen-Oggersheim
Vor dem Ausbau der Frankenthaler Straße (heute Wormser Straße) im Jahr 1754 war dieser Weg der einzige Verbindungsweg zwischen Oggersheim und Frankenthal.

## Altriper Straße
67065 Ludwigshafen-Mundenheim
Altrip (von lat. alta ripa „hohes Ufer“) ist eine verbandsfreie Gemeinde im Rhein-Pfalz-Kreis. An diesem Ort wurde unter dem römischen Kaiser Flavius Valentinian im Jahr 369 das Kastell Alta Ripa gegründet.

## Altstadtgasse
67071 Ludwigshafen-Oggersheim
Die Altstadtgassen 1 bis 5 befinden sich im Zentrum der ehemaligen Stadt Oggersheim in einem Winkel zwischen Dürkheimer Straße und Wormser Straße.

## Alwin-Mittasch-Platz
67063 Friesenheim
Alwin Mittasch war Chemiker, der vor allem durch seine bahnbrechenden Forschungen bei der BASF zur Ammoniaksynthes nach dem Haber-Bosch-Verfahren berühmt wurde.
Der Alwin-Mittasch-Platz befindet sich zwischen dem Klinikum der Stadt Ludwigshafen und der Friedenskirche.

## Am Hofgut
67065 Ludwigshafen-Mundenheim
Im Jahr 1770 erwarb der kurpfälzische Premierminister Peter Emanuel Freiherr von Zedtwitz-Liebenstein das Hofgut in Mundenheim. 1771 kauft von Zedtwitz den Rest des Dorfes von den Dalbergs. Heute erinnert noch das Hofgut-Gebäude daran.

## Amsterdamer Straße
67069 Pfingstweide
Dies ist nur eine von vielen Straßen in der Pfingstweide, die nach einer europäischen Metropole benannt ist.

## Amtsstraße
67059 Ludwigshafen-Mitte
Die Amtsstraße ist eine kurze Stichstraße, die von der Bismarckstraße zur Lutherkirche führt und seit dem Jahr 1885 nach dem ehemals hier angesiedelten Amtsgericht benannt ist. Das Straßenbild wird bestimmt durch den Turm der Lutherkirche an der Einmündung zur Maxstraße.
In der Amtsstraße 8 befindet sich das 1911 errichtete Druckerei- und Verlagsgebäude der ehemaligen Firma Julius Waldkirch, ein großvolumiges Geschäftshaus. Auf der gegenüber liegenden Straßenseite steht das Verlagsgebäude der Tageszeitung Die Rheinpfalz.

## An der Bleiche
67071 Ludwigshafen-Ruchheim
Die Straße An der Bleiche führt von der Ruchheimer Friedhofstraße zur Kirchenstraße. Sie hat ihren Namen von der früheren Tuchbleiche, die sich in unmittelbarer Nähe (Ludowicistraße) befand.

## An der Kammerschleuse
67061 Ludwigshafen-Süd

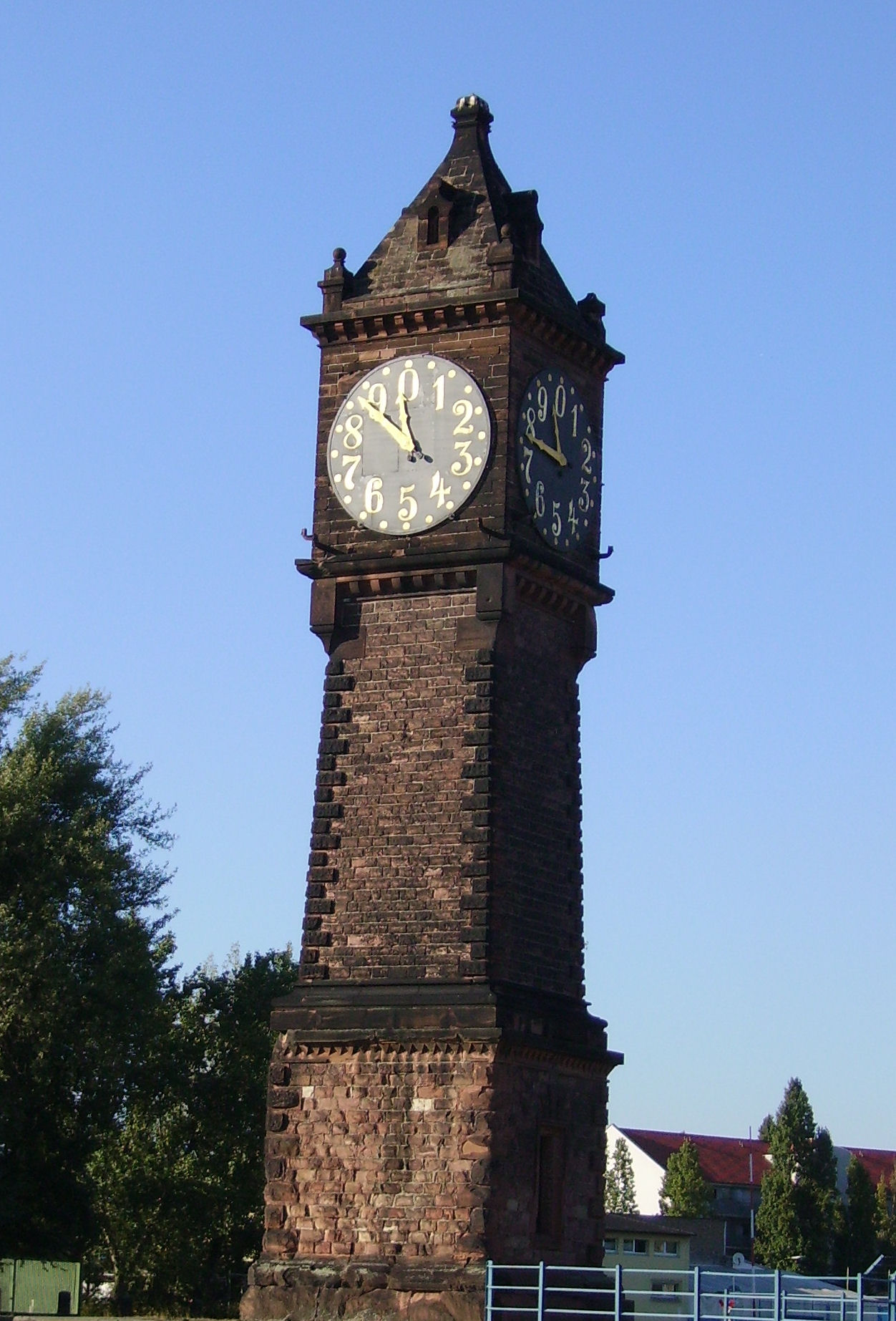
Pegeluhr

Die ehemalige Kammerschleuse wurde in den Jahren 1894 bis 1897 im Zusammenhang mit dem Luitpoldhafen angelegt und diente ursprünglich zum Ausgleich von Niveauunterschieden des Rheinwasserspiegels zwischen den beiden Schleusentoren. Im Jahr 1967 wurden das nördliche Schleusentor und die zugehörige Drehbrücke demontiert und ein Damm aufgeschüttet, der seitdem die feste Verbindung zur Parkinsel darstellt.
Zu dieser Kammerschleuse gehört der um 1900 errichtete Pegelturm am Südende der Parkinsel. Die Messeinrichtung zur Bestimmung des Rheinwasserstandes ist funktionsfähig erhalten. In der Pegelkammer betätigt ein Schwimmkörper bei wechselndem Wasserstand über ein Kupferseil das Zeigersystem der Pegeluhr, das die ermittelten Werte sichtbar macht.

## An der Lehmgrube
67067 Ludwigshafen-Maudach
Diese Straße zweigt von der Maudacher Straße ab. Der Name weist auf Lehmvorkommen hin.

## An der Lüssgewanne
67067 Ludwigshafen-Maudach
Die Gewanne hieß im Jahr 1700 In den Ließgewandten und leitet sich vom altdeutschen Wort luz (= Los) her. Es handelt sich dabei also um durch Losverfahren an die Bewohner des Ortes aufgeteilte Grundstücke.

## An der Mittagsweide
67067 Ludwigshafen-Maudach
Auf einer Mittagsweide standen Bäume und Büsche zum Schutz der weidenden Tiere vor Hitze.

## An der Rheinschanze
67059 Ludwigshafen-Mitte
Die Rheinschanze war ein Brückenkopf von Mannheim am gegenüberliegenden Ufer des Rheins, aus dem sich später die Stadt Ludwigshafen entwickelte.

## Andreas-Streicher-Straße
67071 Ludwigshafen-Oggersheim
Andreas Streicher war ein Pianist, Komponist und Klavierbauer, der mit Friedrich Schiller befreundet war.

## Anebosstraße
67065 Ludwigshafen-Mundenheim
Die Burg Anebos ist ein Burgrest einer Höhenburg bei der Gemeinde Leinsweiler südlich der Stadt Annweiler im Landkreis Südliche Weinstraße.

## Anilinstraße
67063 Ludwigshafen-Friesenheim
Anilin ist eine farblose, leicht ölige Flüssigkeit mit süßlichem Geruch, die an der Luft leicht bräunlich wird. Seit 1897 wird Anilin von der Badischen Anilin- und Soda-Fabrik (BASF) zur Synthese des vorher nur aus pflanzlichen Rohstoffen gewonnenen Farbstoffs Indigo eingesetzt.
Anilin ist in Ludwigshafen auch eine Bezeichnung für die Firma BASF.

## Annagasse
67065 Mundenheim

## Armsünderweg
67071 Ludwigshafen-Oggersheim
Als arme Sünder bezeichnete man Menschen die gegen göttliche Gesetze verstießen oder Verbrecher, die zum Tod verurteilt wurden.
Der Armsünderweg verläuft südlich der Bundesautobahn 650 und mündet in die Ruchheimer Straße.

## Arndtstraße
Ernst Moritz Arndt war ein Schriftsteller und Abgeordneter der Frankfurter Nationalversammlung. Er widmete sich hauptsächlich der Mobilisierung gegen die Besatzung Deutschlands durch Napoléon und gilt als einer der bedeutendsten Lyriker der Epoche der Freiheitskriege.

## Arnimstraße
67063 Ludwigshafen-Friesenheim,
Achim von Arnim war ein Schriftsteller. Neben Clemens Brentano und Joseph von Eichendorff gilt er als einer der wichtigsten Vertreter der Heidelberger Romantik.

## Arnulfstraße
67061 Ludwigshafen-Süd
Arnulf von Bayern war Sohn des Prinzregenten Luitpold von Bayern.
Die Arnulfstraße verläuft zum Teil parallel zur Bayernstraße zwischen Saarlandstraße und Kurfürstenstraße.

## Assenheimer Weg
67067 Gartenstadt, Maudach, Rheingönheim
Assenheim ist ein Ortsteil der Gemeinde Hochdorf-Assenheim in der Verbandsgemeinde Dannstadt-Schauernheim im Rhein-Pfalz-Kreis.

## August-Bebel-Straße
67069 Oppau, Edigheim, Pfingstweide
August Bebel war einer der Begründer der organisierten sozialdemokratischen Arbeiterbewegung in Deutschland.
Die August-Bebel-Straße beginnt an der Edigheimer Straße und endet an der Breitscheidstraße.
Ursprünglich hieß die Straße Bismarckstraße, bevor sie 1962 nach dem Mitbegründer der SPD, August Bebel, umbenannt wurde.

## August-Becker-Straße
67069 Oppau, Edigheim, Pfingstweide
August Becker (1821–1898) gilt mit seinem ursprünglich als Reiseführer geplanten Buch Die Pfalz und die Pfälzer (1857) als einer der Begründer der pfälzischen Volkskunde.